# Wierzba całolistna

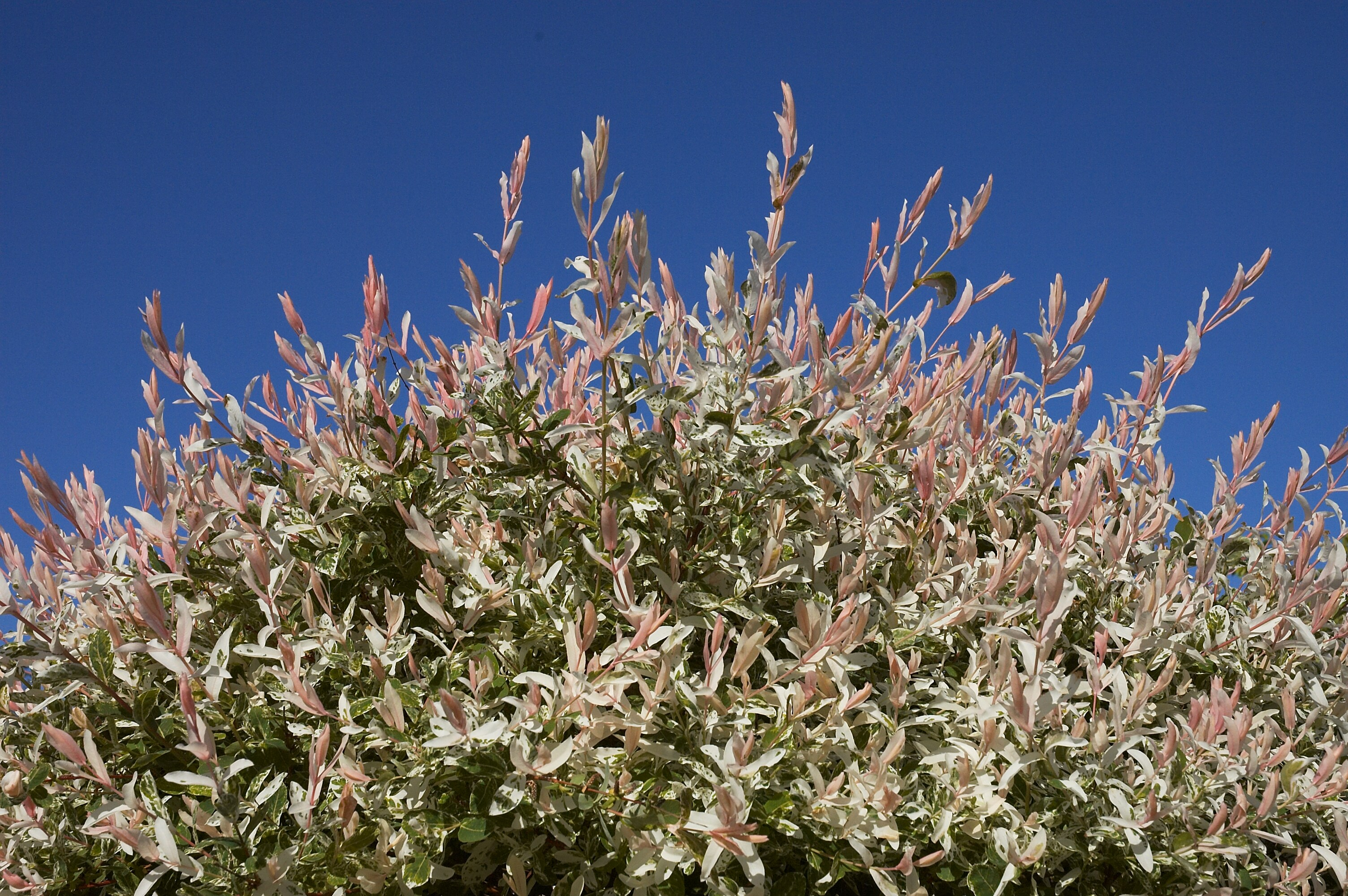
"Korona odm. 'Hakuro-nishiki'

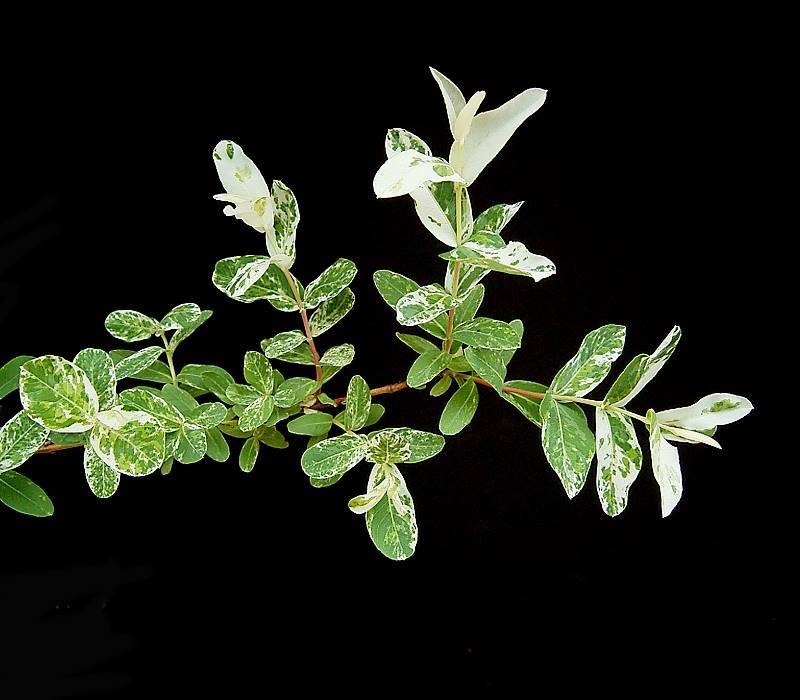
Pędy odm. 'Pendula'

Wierzba całolistna, w. zwarta, w. japońska (Salix integra Thunb.) – gatunek rośliny wieloletniej należący do rodziny wierzbowatych. Pochodzi z Japonii. W Polsce jest uprawiana jako roślina ozdobna.

## Morfologia i biologia
PokrójForma typowa jest krzewem osiągającym wysokość do 3 m. W warunkach górskich tworzy niskie, płożące się po ziemi pędy. Szczepione na pniu formy mają parasolowatą koronę i cienkie, zwieszające się pędy.
LiścieLancetowate, ostro zakończone. U odmian ozdobnych mają kolorowe wybarwienia.
KwiatyRoślina dwupienna. Kwiaty zebrane w kotki rozwijające się w marcu-kwietniu przed liśćmi.

## Zastosowanie
Roślina ozdobna. Uprawiana jest najczęściej w formie piennej, szczepionej na pędzie innego gatunku wierzby, zwykle o wysokości 70-170 cm. Czasami spotkać można również formy krzaczaste. Głównymi walorami ozdobnymi są zwisające pędy z biało-różowo-jasnozielonymi liśćmi. Najładniej komponuje się, gdy jest posadzona na tle roślin o ciemnym ubarwieniu liści. Doskonale nadaje się do posadzenia nad oczkiem wodnym. Może też zdobić ogród skalny. Zasadzona w dużych pojemnikach używana jest również do ozdabiania balkonów, werand.

## Uprawa
Historia uprawyUprawiana była od dawna w Japonii w ogrodach. W Polsce uprawiana jest od niedawna, jej uprawa rozpowszechniła się dopiero w latach 90. XX w. Obecnie dość szeroko rozpowszechniona.
WymaganiaNie ma specjalnych wymagań co do gleby. Wymaga stałej wilgotności w glebie i słonecznego stanowiska. Jest mrozoodporna.
Sposób uprawyUprawia się z sadzonek. Ponieważ najbardziej efektownie wyglądają młode liście, należy ją często przycinać. Silne cięcie powoduje również powstanie zagęszczonej korony.

## Odmiany
- 'Hakuro-nishiki'. Ma brązowoczerwone pędy. Młode liście są różowe, potem biało-zielone.
- 'Pendula'. Ścielący się po ziemi krzew. Często jest szczepiona na pniu i wówczas ma zwiewną, parasolowatą koronę. Liści ma zielone, lekko zaróżowione. Jest również ozdobna w stanie bezlistnym dzięki czerwonym, zwisającym pędom.